# Hermann Reuchlin
Hermann Reuchlin (* 9. Januar 1810 in Markgröningen; † 14. Mai 1873 in Stuttgart) war namhafter Geschichtsschreiber und Nachkomme von Johannes Reuchlin.

## Leben
Reuchlin war der Sohn von Johann Christoph Friedrich Reuchlin (1775–1838) und der Philosoph Johannes Reuchlin war einer seiner Vorfahren.
Reuchlin studierte an der Eberhard Karls Universität Tübingen Theologie. Nach erfolgreichem Abschluss dieses Studiums begleitete er als Hauslehrer seinen Zögling Sieveking aus Hamburg nach Paris, wo er sich längere Zeit aufhielt und sich mit der Geschichte des Jansenismus beschäftigte. Dort machte u. a. die Bekanntschaft des Architekten Louis Visconti. 1840/41 hielt er sich zu Studienzwecken in Rom auf.
Im Frühjahr 1842 kehrte Reuchlin nach Deutschland zurück und wurde noch im selben Jahr Pfarrer zu Pfrondorf bei Tübingen und privatisierte seit 1857 in Stuttgart, wo er am 14. Mai 1873 verstarb.

## Werke
- Das Christenthum in Frankreich innerhalb und außerhalb der Kirche. Perthes, Hamburg 1837.

- Geschichte von Port Royal. Der Kampf des reformirten und des jesuitischen Katholicismus unter Louis XIII. und XIV. Perthes, Hamburg 1839/40

1. Bis zum Tode der Angelica Arnauld 1661. 1839.
2. Vom Tode der Reformatorin Maria Angelica Arnauld 1661 bis zur Zerstörung des Klosters 1713. 1840.

- Pascals Leben und der Geist seiner Schriften. Cotta, Stuttgart 1840. Digitalisat
- Bilder und Skizzen aus Rom, seinem kirchlichen und bürgerlichen Leben. Metzler, Stuttgart 1844.
- Der deutsche Soldat. Wahre und schöne Geschichten von ruhmwürdigen Thaten deutscher Krieger aus neuer und neuester Zeit. Zehn Bände. Stuttgart 1849–1851.
- Franz Ludwig von Erthal. Fürstbischof von Bamberg und Würzburg, Herzog zu Franken von 1779 - 1795. Ein Lebensbild aus den letzten Jahrzehnten des deutschen Reichs. Laupp, Tübingen 1852.
- Geschichte Italiens von Gründung der regierenden Dynastien bis zur Gegenwart. Hirzel, Leipzig 1858/74 (4 Bde.).
- Lebensbilder zur Geschichte des neuen Italien. Verlag Beck, Nördlingen 1860/62

1. Graf Cäsar Balbo. Den deutschen Patrioten gewidmet. 1860.
2. Garibaldi und die Alpenjäger. Den Herzhaften unter der deutschen Jugend. 1861.
3. Geschichte Neapels während der letzten siebenzig Jahre. Dargestellt am Leben der Generale Florestan und Wilhelm Pepe. 1862.